# Serra de les Obagues
La Serra de les Obagues és una serra situada al municipi de Falset a la comarca del Priorat, amb una elevació màxima de 468 metres.